# Партія патронажу
Партія патронажу — за типологією партій Вебера — партії, які формуються для того, щоб отримати владу і заповнити представниками власного штабу різноманітні адміністративні посади.
«Хто займається політикою,- пише Вебер,- той старається отримати владу. Всі партійні битви є битвами не лише заради предметних цілей, але перш за все за патронаж над посадами. З часу зникнення старих суперечностей в трактуванні конституції багато партій (саме так виглядає справа в Америці) перетворилися на справжні партії мисливців за посадами».